# Avni Spahiu
Avni Spahiu (Mitrovicë, 12 de març de 1953) és un diplomàtic i ex-director de televisió kosovar. És l'ambaixador de Kosovo a Turquia. Entre 2008 i 2012 Spahiu va ser ambaixador de Kosovo als Estats Units. Avni Spahiu es va graduar per la Universitat de Pristina l'any 1986, amb un màster en literatura. Des de 1999 fins a 2000 va ser redactor en cap de Radio Televizioni i Kosovës (RTK), i entre 2002 i 2003 va ser director de RTK.